# Lake Grace
Lake Grace è una città situata nella regione di Wheatbelt, in Australia Occidentale; essa si trova 350 chilometri a sud-est di Perth ed è la sede della Contea di Lake Grace. Al censimento del 2006 contava 507 abitanti.